# 대만 수화
대만 수화(臺灣 手語, 영어: Taiwanese Sign Language, TSL)는 수화의 종류 중 하나이다. 주로 대만의 청각 장애인에 의해 사용된다. 일본 수화와 약 60%가 비슷하고 보고 있는데, 이것이 사실이라면 일본에 의한 대만 통치의 영향이라고 생각된다. 이를 지지하는 학자들은 같은 어족이라고 주장하고 있다.